# Silvan Shalom
Pour les articles homonymes, voir Shalom.
 (avril 2009).
Si vous disposez d'ouvrages ou d'articles de référence ou si vous connaissez des sites web de qualité traitant du thème abordé ici, merci de compléter l'article en donnant les références utiles à sa vérifiabilité et en les liant à la section « Notes et références ».
Silvan Shalom (סילבן שלום), né le 4 août 1958 à Gabès en Tunisie, est un homme politique israélien. Membre du Likoud, il devient dans les deux gouvernements successifs d'Ariel Sharon, ministre des Finances de 2001 à 2003 et ministre des Affaires étrangères de 2003 à 2006. Il est brièvement ministre de l'Intérieur dans le quatrième gouvernement de Benyamin Netanyahou.

## Biographie
Il est marié à Judy Shalom Nir-Mozes, dont la famille détient le quotidien israélien Yediot Aharonot.
Le 19 décembre 2005, après le départ de Sharon et d'autres ténors du Likoud pour le nouveau parti Kadima, Shalom échoue aux élections primaires du Likoud face à Benjamin Netanyahou.
Le 3 janvier 2006, Benyamin Nétanyahou, nouveau dirigeant du Likoud, ordonne aux ministres de son parti de démissionner du gouvernement du Premier ministre Ariel Sharon. Silvan Shalom et les ministres, Yisrael Katz à l'Agriculture, Limor Livnat à l'Éducation et Dany Naveh à la Santé devaient remettre leurs démissions le 8 janvier lors du conseil des ministres mais à la suite de l'attaque cérébrale du Premier ministre, le 4 janvier, leurs démissions ont été reportées le 11 janvier pour Limor Livnat, Yisrael Katz et Dany Naveh tandis que celle de Sivan Shalhom a été donnée le 12. Elles ont pris effet le 15.
Il est à nouveau ministre dans le cabinet israélien Gouvernement Netanyahou II, investi par la 18e Knesset le 31 mars 2009: 2e vice-Premier ministre, ministre du Développement du Néguev et de la Galilée et du Développement économique régional. Silvan Shalom reste en poste dans le troisième gouvernement Netanyahou avec le portefeuille du Développement du Néguev et de la Galilée, de l'Eau et de l'Énergie et de la Coopération régionale.
Dans le quatrième gouvernement Netanyahou, il est nommé vice-Premier ministre et ministre de l'Intérieur à compter du 6 mai 2015. Le 20 décembre de la même année, il démissionne de ses postes de ministre et de député et quitte la vie politique, accusé de harcèlement sexuel.